# Jarosław Rodzewicz
Jarosław Andrzej Rodzewicz (* 11. Mai 1973 in Gdynia) ist ein ehemaliger polnischer Florettfechter.

## Erfolge
Jarosław Rodzewicz gewann mit der Mannschaft bei den Weltmeisterschaften 1995 in Den Haag die Bronzemedaille. Bei den Olympischen Spielen 1996 in Atlanta war er nur als Reservist vorgesehen, der aus Kostengründen aber nicht in die Vereinigten Staaten mitreiste. Nachdem sich Piotr Kiełpikowski im Einzelwettbewerb verletzt hatte, wurde Rodzewicz für den Mannschaftswettbewerb eingeflogen, aufgrund verschiedener Probleme musste in der ersten Begegnung gegen Venezuela aber noch der verletzte Kiełpikowski eingesetzt werden. Nach Siegen gegen Deutschland und Österreich zog die polnische Equipe mit Rodzewicz ins Finale ein, in dem sie sich Russland mit 40:45 geschlagen geben musste. Gemeinsam mit Piotr Kiełpikowski, Adam Krzesiński und Ryszard Sobczak erhielt er somit die Silbermedaille.